# مقاطعة بيري (إلينوي)
مقاطعة بيري (بالإنجليزية: Perry County)‏ هي إحدى المقاطعات في ولاية إلينوي في الولايات المتحدة الأمريكية.